# Nyasha Mushekwi
Nyasha Mushekwi (Harare, Zimbabue, 21 de agosto de 1987) es un futbolista de Zimbabue que juega en las posiciones de Centrocampista y delantero centro, y que actualmente milita en el Yunnan Yukun de la Primera Liga China. 

## Carrera

### Club
| Periodo   | Club                      |
| --------- | ------------------------- |
| 2007-2010 | CAPS United               |
| 2010–2015 | Mamelodi Sundowns         |
| 2013–2014 | → KV Oostende (cedido)    |
| 2015      | → Djurgårdens IF (cedido) |
| 2016–2019 | Dalian Yifang             |
| 2019–2023 | Zhejiang Professional     |
| 2024–     | Yunnan Yukun              |

### Selección nacional
Debutó con Zimbabue en 2009, sus dos primeros goles a nivel internacional los anotó el 1 de noviembre de 2009 en la victoria por 3-1 ante Zambia en Harare por la Copa COSAFA 2009. Actualmente ha participado en dos ediciones de la Copa Africana de Naciones, donde anotó un gol en la edición de 2017 en el empate 2-2 ante Argelia en Franceville.

## Logros

### Club
- Copa de Zimbabue (1): 2008
- Primera Liga China (1): 2017

### Individual
- Goleador de la Zimbabwe Premier Soccer League en 2009.[8]